# Лидинка (Омская область)
Лидинка — деревня в Тюкалинском районе Омской области. Входит в состав Валуевского сельского поселения.

## История
Основана в 1890 г. В 1928 году состояла из 73 хозяйств, основное население — русские. Центр Лидинского сельсовета Тюкалинского района Омского округа Сибирского края.

## Население
| 1926 | 2010 |
| ---- | ---- |
| 439  | ↘112 |